# Yelicones glabromaculatus
Yelicones glabromaculatus är en stekelart som beskrevs av Sergey A. Belokobylskij 1993. Yelicones glabromaculatus ingår i släktet Yelicones och familjen bracksteklar. Inga underarter finns listade i Catalogue of Life.